# Пролеска
Проле́ска (лат. Scílla) — род невысоких многолетних луковичных растений семейства Спаржевые (Asparagaceae), ранее относили к семейству Гиацинтовые или Лилейные.

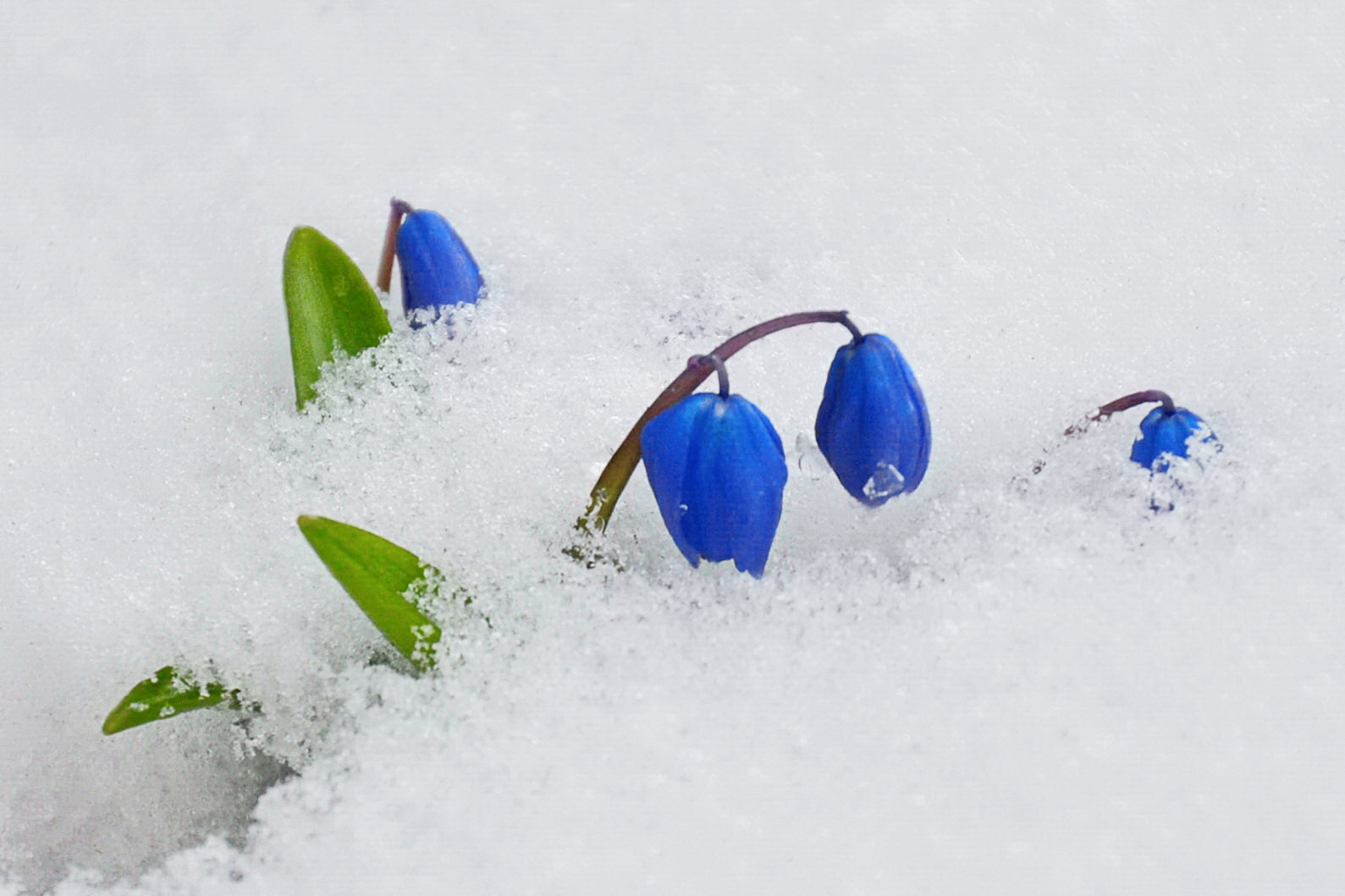
Пролеска под снегом

Пролеской изредка ошибочно называют виды родов Печёночница и Пролесник.

## Распространение и среда обитания
Различные виды произрастают на равнинах и горных лугах Европы, Азии и Африки. На территории России и сопредельных стран насчитывается 17 видов, в том числе растущие на лугах и в нагорных дубравах.
Широко распространена, поскольку хорошо репродуцируется, приспосабливается к местным условиям, морозостойка, невосприимчива к заболеваниям и весьма привлекательна внешне. Многие виды размножаются самосевом. Хорошо растёт в тенистых местах, предпочитает рыхлую влажную почву.  В средней полосе России распространены виды Пролеска двулистная (Scilla bifolia), Пролеска сибирская (Scilla sibirica, в черноземных областях устоялось народное название "подснежник").

## Ботаническое описание

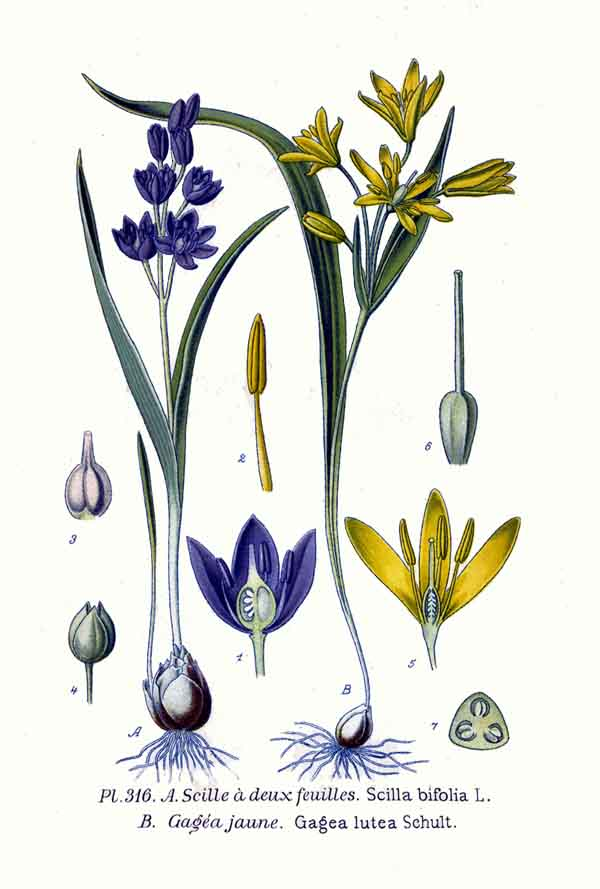
Пролеска двулистная — типовой вид рода Пролеска (А). из книги Atlas des plantes de France. 1891

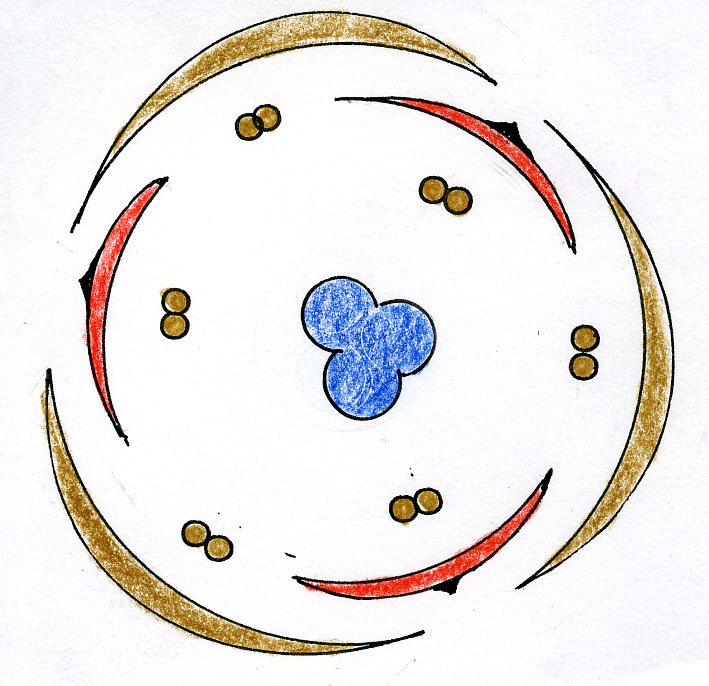
Диаграмма цветка

Небольшое луковичное растение в дикорастущих условиях достигает высоты 8—20 см, имеет 2—4 прикорневых листа, цветки обычно синего цвета, но встречаются розовые, белые и фиолетовые.

## В культуре
Некоторые садовые пролески можно выращивать в комнатных условиях. Для цветения в январе-марте луковицы высаживают в горшки в сентябре-октябре. Самыми первыми зацветают пролески Тубергена (Scilla tubergeniana), достигающие 8 см в высоту, и самая распространённая пролеска сибирская (Scilla sibirica) — до 15 см высотой, имеющая поникающие цветы до 1,5 длиной и ремневидные листья. Также в комнатных условиях могут годами расти пролеска Адлама (Scilla adlamii) и пролеска фиолетовая (Scilla violacea).

## В медицине
Применяется в настоях от простуды и гриппа. В гомеопатии используется эссенция из свежего растения пролески южно-европейской, африканские виды обладают сердечным действием.

## Название
Научное название рода, Scilla, происходит от древнегреческого skilla — от прежнего имени ныне морского лука (Urginea maritima), растения, которое раньше относили к этому роду.

## Таксономия
Scilla L. Sp. Pl. 1: 308. 1753.

### Синонимы
По данным Королевских ботанических садов в Кью. 

Гомотипные синонимы:
- Stellaris Fabr., 1759, nom. superfl.
- Stellaster Heist. ex Fabr., 1763, nom. superfl.

Гетеротипные синонимы:
- Helonias Adans., 1763, nom. illeg.
- Lilio-Hyacinthus Ortega, 1773
- Epimenidion Raf., 1837
- Ioncomelos Raf., 1837, orth. var.
- Lagocodes Raf., 1837
- Oncostema Raf., 1837
- Tractema Raf., 1837
- Genlisa Raf., 1840
- Chionodoxa Boiss., 1844. Род Chionodoxa в 2009 году на основании молекулярных исследований был расформирован, все входившие в него виды были включены в род Пролеска (Scilla)[10]
- Nectaroscilla Parl., 1854
- Adenoscilla Gren. & Godr., 1855
- Basaltogeton Salisb., 1866
- Hylomenes Salisb., 1866
- Monocallis Salisb., 1866
- Othocallis Salisb., 1866
- Petranthe Salisb., 1866
- Rinopodium Salisb., 1866
- Caloscilla Jord. & Fourr., 1869
- × Chionoscilla J.Allen ex Nicholson, 1897
- Apsanthea Jord. in C.T.A.Jordan & J.P.Fourreau, 1903
- Autonoe (Webb & Berthel.) Speta, 1998
- Chouardia Speta, 1998
- Pfosseria Speta, 1998
- Schnarfia Speta, 1998

### Виды
По информации базы данных The Plant List, род включает 83 вида:
- Scilla achtenii De Wild.
- Scilla africana Borzì & Mattei
- Scilla albanica Turrill
- Scilla amoena L.
- Scilla andria Speta
- Scilla antunesii Engl.
- Scilla arenaria Baker
- Scilla begoniifolia A.Chev.
- Scilla benguellensis Baker
- Scilla berthelotii Webb & Berthel.
- Scilla bifolia L. — Пролеска двулистная
- Scilla bithynica Boiss.
- Scilla bussei Dammer
- Scilla chlorantha Baker
- Scilla ciliata Baker
- Scilla cilicica Siehe
- Scilla congesta Baker
- Scilla cretica (Boiss. & Heldr.) Speta
- Scilla cydonia Speta
- Scilla dimartinoi Brullo & Pavone
- Scilla dualaensis Poelln.
- Scilla engleri T.Durand & Schinz
- Scilla flaccidula Baker
- Scilla forbesii (Baker) Speta
- Scilla gabunensis Baker
- Scilla gracillima Engl.
- Scilla haemorrhoidalis Webb & Berthel.
- Scilla hildebrandtii Baker
- Scilla huanica Poelln.
- Scilla hyacinthoides L. — Пролеска гиацинтовидная
- Scilla ingridiae Speta
- Scilla jaegeri K.Krause
- Scilla katendensis De Wild.
- Scilla kladnii Schur
- Scilla kurdistanica Speta
- Scilla lakusicii Šilić
- Scilla latifolia Willd. ex Schult. & Schult.f.
- Scilla laxiflora Baker
- Scilla ledienii Engl.
- Scilla leepii Speta
- Scilla libanotica Speta
- Scilla lilio-hyacinthus L.
- Scilla litardierei Breistr. — Пролеска луговая, или Пролеска аметистовая, или Пролеска Литардье
- Scilla lochiae (Meikle) Speta
- Scilla luciliae (Boiss.) Speta
- Scilla lucis Speta
- Scilla madeirensis Menezes
- Scilla melaina Speta
- Scilla merinoi S.Ortiz, Rodr.Oubiña & Izco
- Scilla mesopotamica Speta
- Scilla messeniaca Boiss.
- Scilla mischtschenkoana Grossh. — Пролеска Мищенко
- Scilla monanthos K.Koch — Пролеска одноцветковая
- Scilla monophyllos Link
- Scilla morrisii Meikle
- Scilla nana (Schult. & Schult.f.) Speta
- Scilla nonscripta Hoffmanns. & Link
- Scilla odorata Link
- Scilla oubangluensis Hua
- Scilla paui Lacaita
- Scilla peruviana L. — Пролеска перуанская
- Scilla petersii Engl.
- Scilla picta A.Chev.
- Scilla platyphylla Baker
- Scilla ramburei Boiss.
- Scilla reuteri Speta
- Scilla rosenii K.Koch — Пролеска Розена
- Scilla sardensis (Whittall ex Barr & Sayden) Speta
- Scilla schweinfurthii Engl.
- Scilla seisumsiana Rukšāns & Zetterl.
- Scilla siberica Haw. — Пролеска сибирская
- Scilla simiarum Baker
- Scilla sodalicia N.E.Br.
- Scilla tayloriana Rendle
- Scilla textilis Rendle
- Scilla uyuiensis Rendle.
- Scilla verdickii De Wild.
- Scilla verna Huds.
- Scilla villosa Desf.
- Scilla vindobonensis Speta
- Scilla voethorum Speta
- Scilla welwitschii Poelln.
- Scilla werneri De Wild.

По информации базы данных The Plant List, вид Пролеска пролесковидная (Scilla scilloides (Lindl.) Druce) переведён в род Barnardia.